# Liste der denkmalgeschützten Objekte in Eschenau (Niederösterreich)
Die Liste der denkmalgeschützten Objekte in Eschenau enthält die 3 denkmalgeschützten, unbeweglichen Objekte der Gemeinde Eschenau im niederösterreichischen Bezirk Lilienfeld.

## Denkmäler
| Foto |                 | Denkmal                                                                       | Standort                                  | Beschreibung | Metadaten |
| ---- | --------------- | ----------------------------------------------------------------------------- | ----------------------------------------- | --- | --- |
| ja   | Datei hochladen | Pfarrhof HERIS-ID: 27583 Objekt-ID: 24110                                     | Kirchenweg 7 Standort KG: Eschenau        | Ein zweigeschoßiges kubisches Mittelflurhaus mit Kernsubstanz aus dem 17. Jahrhundert und hohem Walmdach sowie einem hakenförmig angeordneten Wirtschaftshof; bezeichnet 1887. | BDA-Hist.: Q37912274 Status: § 2a Stand der BDA-Liste: 2025-06-30 Name: Pfarrhof GstNr.: .2 Pfarrhof Eschenau                                           |
| ja   | Datei hochladen | Schule HERIS-ID: 27581 Objekt-ID: 24108                                       | Schulgasse 3 Standort KG: Eschenau        | Ein zweigeschoßiger, secessionistischer Bau mit Walmdach. 1908 anlässlich des 60-jährigen Regierungs-Jubiläums des Kaisers Franz Joseph I. als Jubiläumsvolksschule errichtet. | BDA-Hist.: Q37912255 Status: § 2a Stand der BDA-Liste: 2025-06-30 Name: Schule GstNr.: .142 Volksschule Eschenau                                        |
| ja   | Datei hochladen | Kath. Pfarrkirche hl. Katharina und Friedhof HERIS-ID: 27615 Objekt-ID: 24142 | Kirchenweg 7, neben Standort KG: Eschenau | Um 1300 errichtete frühgotische Saalkirche mit eingezogenem Chorjoch, die vom Friedhof mit teilweise erhaltener Bruchsteinmauer umgeben ist. Der südlich angebaute Wehrturm wurde 1541 ausgebaut. Die nördlich angebaute Sakristei stammt aus der Zeit des Frühbarocks. 1338/46 urkundlich als Filiale von Wilhelmsburg erwähnt. Das ehemalige Patrozinium war die hl. Thekla. Seit 1553 ist Eschenau eine Pfarre und dem Stift Lilienfeld inkorporiert. | BDA-Hist.: Q37912392 Status: § 2a Stand der BDA-Liste: 2025-06-30 Name: Kath. Pfarrkirche hl. Katharina und Friedhof GstNr.: 1, .1 Pfarrkirche Eschenau |